# Euroregió adriàtica

Situació de l'Euroregió adriàtica dins la Unió Europea

L'Euroregió adriàtica (croat Jadranska Euro-regija) és una euroregió constituïda amb seu a Pula (Croàcia) el 30 de juny de 2006.
Comprèn regions de diversos estats europeus que tenen accés a la costa del mar Adriàtic, com Itàlia, Eslovènia, Croàcia, Bòsnia-Hercegovina, Montenegro i Albània.

## Composició
- Set regions italianes:
  -  Pulla
  -  Molise
  -  Abruços
  -  Marques
  - Emília-Romanya
  -  Vèneto
  -  Friül - Venècia Júlia
- Tres municipis d'Eslovènia
  - Koper
  -  Izola
  -  Piran
- Set comtats de Croàcia
  -  Comtat d'Ístria
  -  Comtat de Primorje – Gorski Kotar
  -  Comtat de Lika-Senj
  -  Comtat de Zadar
  -  Comtat de Šibenik-Knin
  -  Comtat de Split-Dalmàcia
  -  Comtat de Dubrovnik-Neretva
- un cantó de Bòsnia-Hercegovina:
  -  Cantó d'Hercegovina-Neretva
- Montenegro i Albània participen a nivell federal.

## Presidents
- Ivan Jakovčić (2006-2011)
- Angelo Michele Iorio (2011-2013)
- Paolo Di Laura Frattura (2013-)